# Vilaflor de Chasna
Vilaflor de Chasna är en kommun i Spanien. Den ligger i provinsen Santa Cruz de Tenerife i den autonoma regionen Kanarieöarna i sydvästra delen av landet, 1 800 km sydväst om huvudstaden Madrid. Antalet invånare är 1 871 (2024). Arean är 56,27 kvadratkilometer. Vilaflor ligger på ön Teneriffa. Vilaflor gränsar till Adeje, Arona, La Orotava, Granadilla de Abona och San Miguel de Abona. 
Pedro de Betancur, Kanarieöarnas första helgon, föddes i Vilaflor.